# 神月あおい
神月 あおい（こづき あおい）は、日本の女性声優。主にアダルトゲームに声をあてている。

## 出演
太字はメインキャラクター。

### アダルトゲーム
2003年
- EVE（氷室恭子）
- ONE 〜輝く季節へ〜 Full Voice Ver.（深山雪見）

2004年
- 仮想=現実（瀬尾夏津奈）
- Eighteen〜美少女痴漢遊戯〜（九条あかり、桃井つむぎ）
- D.C.P.C. 〜ダ・カーポ〜 プラスコミュニケーション（霧羽香澄、霧羽明日美）
- 白衣のご奉仕（舞涼香）
- Like Life（トウカ、消し子）
- 凌辱ファインダー（井上真弓）

2005年
- _summer（川上由乃）
- 悪戯0 -ZERO-（若村鮎美）
- 車輪の国、向日葵の少女（三ツ廣まな）
- School Days（桂心、世界の母）
- 魂響〜たまゆら〜（逢坂藍）
- 魂響〜陵辱side〜（逢坂藍）
- 肉体金融道（紺野百合子、南千夏）
- パルフェ 〜ショコラ second brew〜（涼波かすり、高村みつえ、その他）
- ぷらねこ PLANET OF THE CATS（エバ）

2006年
- Summer Days（桂心、西園寺踊子、二条一葉）
- 聖奴隷学園（周防和歌子）
- その横顔を見つめてしまう〜A Profile 完全版〜（葉山莉子）
- 月ノ光 太陽ノ影（片桐涼子）
- フォセット - Cafe au Le Ciel Bleu -（涼波かすり）
- もしも明日が晴れならば（榎本実）

2007年
- Xross Scramble（涼波かすり）
- HoneyComing（篠崎こより）
- 車輪の国、悠久の少年少女（アンテリアム・ド・ムァヌー）
- 魂響〜円環の絆〜（逢坂藍）

2008年
- FairlyLife（消し子mk II）

2010年
- School Days HQ（桂心、西園寺踊子）
- Cross Days（桂心、西園寺踊子）
- ルーンロオド（ゲルダ＝ゼゼブラント）
- さくらビットマップ（相葉宗次郎(女)）
- 主に交われば朱くなる（高井香代子）[1]

2012年
- SHINY DAYS（桂心、西園寺踊子、二条一葉）

2014年
- 野球拳 Strip Battle Days（西園寺踊子）

### 一般向ゲーム
- 魂響〜御霊送りの詩〜（2006年、逢坂藍）
- FairlyLife MiracleDays（2010年、消し子mk II）
- 車輪の国、向日葵の少女（2010年、まな）※Xbox 360版[2]

### ドラマCD
- Like Life an hour 〜冬と祭と解けたリボン〜（2005年、トウカ）

## 音楽CD
| 発売日  | 商品名                                    | 歌                                         | 楽曲             | タイアップ                    |
| 2014年  | 2014年                                    | 2014年                                     | 2014年           | 2014年                        |
| ------- | ----------------------------------------- | ------------------------------------------ | ---------------- | ----------------------------- |
| 7月24日 | HOOKSOFT Vocal Collection My Little Stars | 下柳港（北都南）、篠崎こより（神月あおい） | 「小悪魔lovers」 | PCゲーム『HoneyComing』関連曲 |